# جکی لین (بازیکن فوتبال)
جکی لین (انگلیسی: Jackie Lane؛ زادهٔ ۱۰ نوامبر ۱۹۳۱) بازیکن فوتبال اهل بریتانیا است.
از باشگاه‌هایی که در آن بازی کرده‌است می‌توان به باشگاه فوتبال کیدرمینستر هاریرس، باشگاه فوتبال نوتس کانتی، و باشگاه فوتبال بیرمنگام سیتی اشاره کرد.